# Високогірне Папуа
Високогірне Папуа (індонез. Papua Pegunungan) — провінція в Індонезії, яка була виокремлена з провінції Папуа. Столиця — місто Вамена в окрузі Джаявіджая.

## Географія
Провінція виділена 30 червня 2022 року з центральної гористої частини колишньої провінції Папуа, розташована в центральному нагір'ї Західної Нової Гвінеї та є єдиною провінцією країни, яка не має виходу до моря. У провінції також розташована густонаселена долина Балієм.

## Історія
Закон про створення провінції був схвалений Радою народних представників Індонезії 30 червня 2022 року, що зробило її однією з трьох наймолодших провінцій Індонезії, поряд із Центральним Папуа та Південним Папуа.

## Населення
Населення провінції близько 1 409 000 осіб. Провінція займає землі, які приблизно відповідають кордонам традиційного папуаського регіону Лано-Паго.